# Sheboygan Municipal Auditorium and Armory

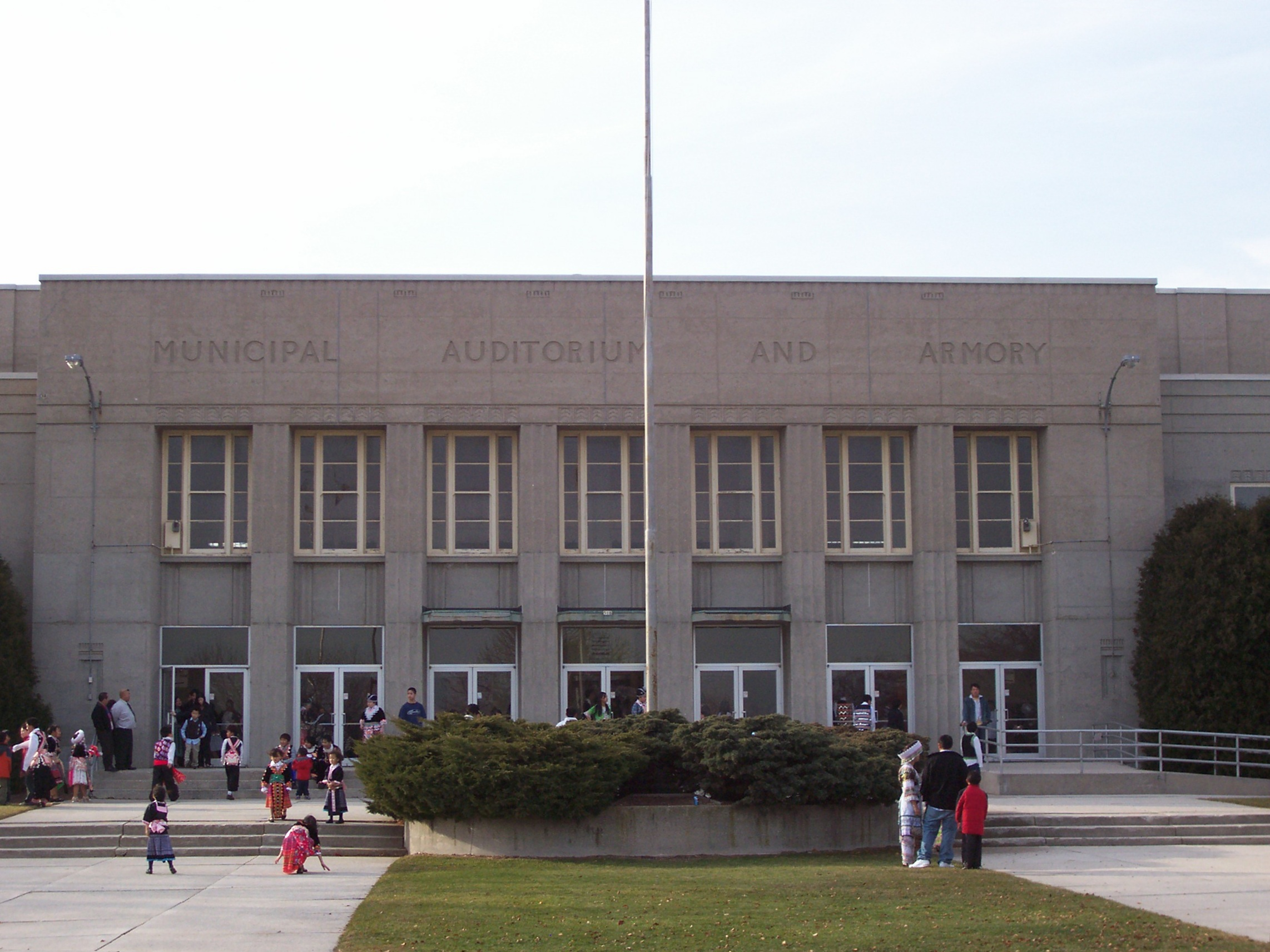
Entrada do prédio

O Sheboygan Municipal Auditorium and Armory é uma antiga arena localizada em Sheboygan, Wisconsin, Estados Unidos, futura sede do Centro de Educação e Ciência Aeroespacial dos Grandes Lagos.